# Hénoutsen
Hénoutsen est la femme de Khéops avec lequel elle engendra Khoufoukhaf Ier, Minkhâf et peut-être le roi Khéphren. Peu de choses sont connues de sa vie.

## Généalogie
Certains chercheurs la voient comme une fille de Snéfrou mais cette hypothèse n'est pas communément acceptée. En effet, il n'y a pas trace des titres « fille du roi » et « fille du roi de son corps », deux titres qui l'auraient clairement désignée comme fille royale.
Elle est l'une des épouses de Khéops, en effet elle possède le titre d'« Épouse du roi ».
Elle eut comme fils Khoufoukhaf Ier, Minkhâf ainsi que peut-être le futur roi Khéphren.
Le seul document la décrivant comme une princesse est la fameuse stèle de l'inventaire de la XXVIe dynastie (période Saïte). L'artefact est identifié par les chercheurs comme un faux contemporain créé par des prêtres de cette dynastie, donc l'information sur le statut de fille royale de Hénoutsen est sujet à caution.

## Sépulture

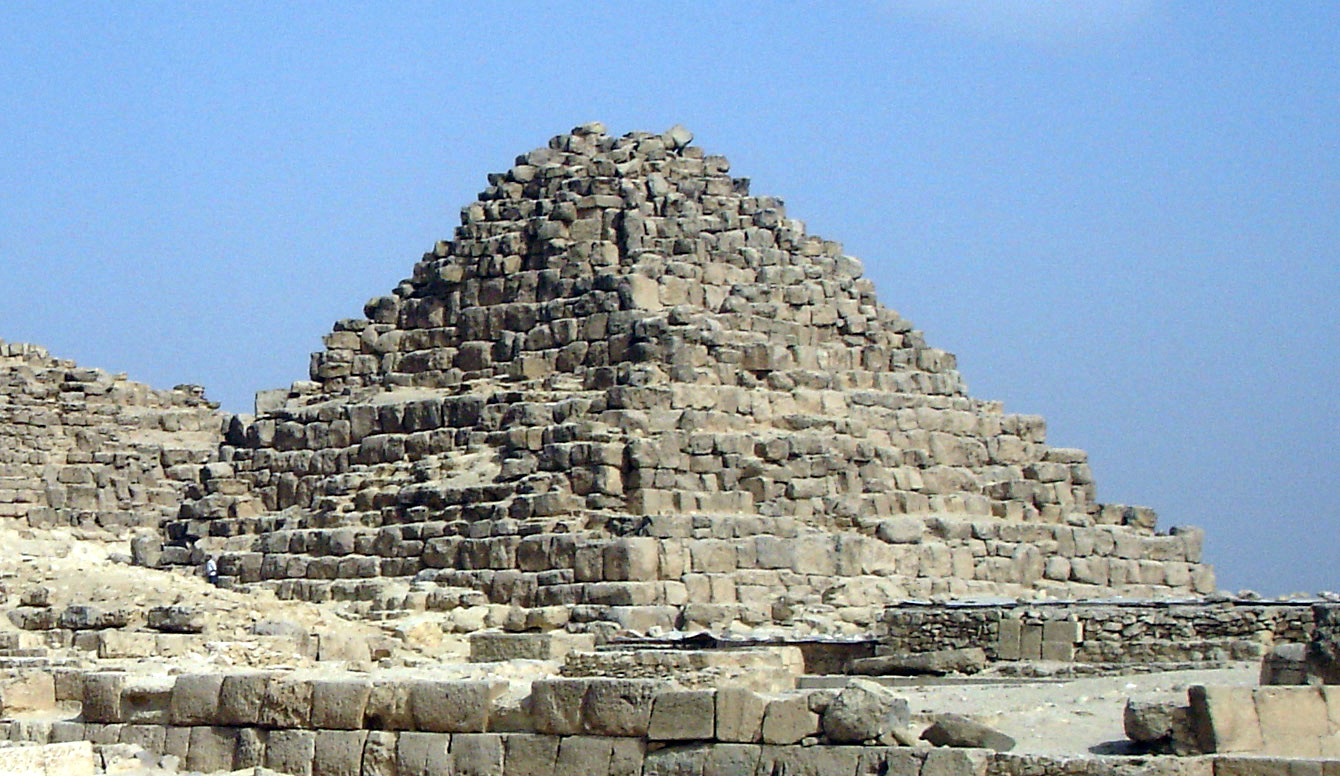
La pyramide d'Hénoutsen.

Hénoutsen a probablement été enterré dans la pyramide G1C. Les égyptologues pensent que cette pyramide ne faisait pas partie à l'origine du complexe pyramidal de Khéops, mais aurait été ajoutée plus tard, car son côté sud n'est pas aligné avec celui de la Grande Pyramide. En fait, le côté sud de la pyramide est aligné avec le tombeau mastaba de Khoufoukhaf Ier situé à proximité. Rainer Stadelmann croit en outre que le prince Khoufoukhaf Ier était identique au roi Khéphren et qui aurait érigé la pyramide G1C comme tombeau pour sa mère (maintenant royale). La pyramide G1C a longtemps été considérée comme une pyramide satellite, car elle n'était pas livrée avec une fosse de bateau, comme c'était le cas pour les pyramides G1A et G1B. La pyramide G1C a été identifié plus tard comme une pyramide inachevée qui a été construite à la hâte.